# Mistrzostwa Polski w Curlingu 2008
5. Mistrzostwa Polski w Curlingu odbyły się w 3 częściach i wyłoniły mistrzów Polski.
Wszystkie etapy mistrzostw rozgrywano w Gliwicach na lodowisku Tafla.

## Decyzja Polskiego Związku Curlingu
Podczas posiedzenia zarządu Polskiego Związku Curlingu w dniu 14 lutego 2008 (podczas trwania mistrzostw) jednomyślnie postanowiono, że impreza mistrzostw Polski nie wyłania reprezentacji na mistrzostwa Europy. Do wyboru reprezentantów kraju posłuży jesienny turniej kwalifikacyjny, w którym występować będą 4 najlepsze drużyny mistrzostw Polski. Decyzja ta wywołała w polskim społeczeństwie curlingowym wiele dyskusji i sprzeciwów ze strony klubów.

## Harmonogram
|                  | Kobiety                | Mężczyźni              |
| ---------------- | ---------------------- | ---------------------- |
| Eliminacje       | 29 lutego-2 marca 2008 | 2–3 lutego 2008        |
| Turniej finałowy | nierozgrywane          | 29 lutego-2 marca 2008 |
| Finał            | 28–30 marca 2008       | 28–30 marca 2008       |

## Kobiety

### Eliminacje
Turniej eliminacyjny zostrał rozegrany w dniach 29 lutego-2 marca. 10 drużyn podzielono na dwie grupy, w których grano systemem każdy z każdym. Po rozegraniu tej fazy dwie najlepsze drużyny z poszczególnych grup rywalizowały w rundzie play-off. Spotkały się tam odpowiednio drużyny z miejsc 1. i 2. AZS PŚ Gliwice Dzwoneczki pokonały sopocianki 9:4 i zapewniły sobie występ w finałach MP. Sopot Curling Club Wa ku’ta „Kornwalijki” spotkał się z AZS Chili Łódź I (wcześniej wygrał mecz z ŚKC MOC Team Katowice 9:7), gdzie ponownie mógł wywalczyć awans do finałów. Mecz ten zakończył się wygraną AZS Chili Łódź I 5:3.
| Tabela końcowa | Tabela końcowa                            |
| #              | Drużyna                                   |
| -------------- | ----------------------------------------- |
| 1              | AZS PŚ Gliwice Dzwoneczki                 |
| 2              | AZS Chili Łódź I                          |
| 3              | Sopot Curling Club Wa ku’ta „Kornwalijki” |
| 4              | ŚKC MOC Team Katowice                     |
| 5              | RKC Curlik Ruda Śląska                    |
| 6              | MAGiK Media CC Warszawa                   |
| 7              | AZS PŚ Gliwice Studentki                  |
| 8              | ŚKC Loro Cinque Katowice                  |
| 9              | AZS Chili Łódź II                         |
| 10             | Poznański KC                              |

### Finał
W finałach wystąpią 4 najlepsze drużyny Mistrzostw Polski 2007 oraz 2 drużyny, które wywalczyły awans w eliminacjach.

#### Uczestniczki
| Drużyna                |                                                                                                  |
| ---------------------- | ------------------------------------------------------------------------------------------------ |
| AZS Gliwice Dzwoneczki | Elżbieta Ran, Joanna Sowińska, Magdalena Dumanowska, Dominika Łasak, Joanna Waryszak             |
| Chili AZS Łódź Zamieć  | Justyna Matusiak, Adela Walczak, Zuzanna Rybicka, Aleksandra Weremczuk                           |
| Cocktail CCC Warszawa  | Magdalena Dobiszewska, Katarzyna Selwant, Anna Fijałkowska, Krystyna Beniger, Agnieszka Marzęcka |
| Media CC Warszawa      | Marta Szeliga-Frynia, Katarzyna Wicik, Agnieszka Ogrodniczek, Marianna Das, Maria Kluś           |
| RKC Ruda Śląska Toxic  | Magdalena Muskus, Magdalena Szyszko, Magdalena Jagielska, Barbara Karwat                         |
| ŚKC Spark Katowice     | Justyna Zalewska, Joanna Warot, Patrycja Mach, Katarzyna Dołęga                                  |

#### Wyniki

##### Klasyfikacja końcowa
| # | Drużyna                | TK  |
| - | ---------------------- | --- |
| 1 | RKC Ruda Śląska Toxic  | Tak |
| 2 | Media CC Warszawa      | Tak |
| 3 | ŚKC Spark Katowice     | Tak |
| 4 | AZS Gliwice Dzwoneczki | Tak |
| 5 | Cocktail CCC Warszawa  | Nie |
| 6 | Chili AZS Łódź Zamieć  | Nie |

##### Finał
30 marca, 15:00
| Kraj                 | 1 | 2 | 3 | 4 | 5 | 6 | 7 | 8 | 9 | 10 | Ogółem |
| -------------------- | - | - | - | - | - | - | - | - | - | -- | ------ |
| Media CC Warszawa    | 1 | 0 | 1 | 0 | 3 | 0 | 0 | 1 | 1 | x  | 7      |
| KC Ruda Śląska Toxic | 0 | 2 | 0 | 4 | 0 | 3 | 1 | 0 | 0 | x  | 10     |

##### 2-3
30 marca, 8:15
| ŚKC Katowice Spark | 6:9 | RKC Ruda Śl. Toxic |

##### 4-5
30 marca, 11:15
| CCC Warszawa Cocktail | 4:8 | AZS PŚ Gliwice Dzwoneczki |

##### Klasyfikacja po Round-Robin
| # | Drużyna                | Wygranych | Przegranych |
| - | ---------------------- | --------- | ----------- |
| 1 | Media CC Warszawa      | 4         | 1           |
| 2 | ŚKC Spark Katowice     | 4         | 1           |
| 3 | RKC Ruda Śląska Toxic  | 3         | 2           |
| 4 | Cocktail CCC Warszawa  | 2         | 3           |
| 5 | AZS Gliwice Dzwoneczki | 2         | 3           |
| 6 | Chili AZS Łódź Zamieć  | 0         | 5           |

##### Sesja 1.
27 marca, 20:00
| ŚKC Katowice Spark    | 8:7  | AZS PŚ Gliwice Dzwoneczki |
| AZS Chili Łódź Zamieć | 3:9  | Media CC Warszawa         |
| CCC Warszawa Cocktail | 2:12 | RKC Ruda Śl. Toxic        |

##### Sesja 2.
28 marca, 11:30
| RKC Ruda Śl. Toxic        | 7:4 | Media CC Warszawa     |
| AZS PŚ Gliwice Dzwoneczki | 6:7 | CCC Warszawa Cocktail |
| AZS Chili Łódź Zamieć     | 5:9 | ŚKC Katowice Spark    |

##### Sesja 3.
28 marca, 18:30
| ŚKC Katowice Spark        | 11:5 | RKC Ruda Śl. Toxic    |
| CCC Warszawa Cocktail     | 7:8  | Media CC Warszawa     |
| AZS PŚ Gliwice Dzwoneczki | 9:8  | AZS Chili Łódź Zamieć |

##### Sesja 4.
29 marca, 10:45
| CCC Warszawa Cocktail     | 7:3  | AZS Chili Łódź Zamieć |
| AZS PŚ Gliwice Dzwoneczki | 7:5  | RKC Ruda Śl. Toxic    |
| ŚKC Katowice Spark        | 0:10 | Media CC Warszawa     |

##### Sesja 5.
29 marca, 17:45
| AZS PŚ Gliwice Dzwoneczki | 3:8  | Media CC Warszawa     |
| ŚKC Katowice Spark        | 10:5 | CCC Warszawa Cocktail |
| RKC Ruda Śl. Toxic        | 7:3  | AZS Chili Łódź Zamieć |

## Mężczyźni

### Eliminacje
W turnieju eliminacyjnym rozgrywanym w dniach 2–3 lutego udział wzięło 24 drużyny. Zostały one podzielone na 3 grupy gdzie grano uproszczonym systemem szwajcarskim. 7 najlepszych drużyn awansowało do turnieju finałowego.
| Tabela końcowa | Tabela końcowa                                        |
| #              | Drużyna                                               |
| -------------- | ----------------------------------------------------- |
| 1              | Media Curling Club                                    |
| 2              | Karkonoski Klub Curlingowy                            |
| 3              | City Curling Club Yeti                                |
| 4              | AZS PŚ Gliwice Smok i jego Wesoła Kompanija           |
| 5              | Rudzki Klub Curlingowy Curlik                         |
| 6              | Krakowski Klub Curlingowy I                           |
| 7              | Rudzki Klub Curlingowy Curlik Curlik Seniores Priores |
| 8              | Krakowski Klub Curlingowy II                          |
| 9              | City Curling Club Warszawa                            |
| 10             | AZS PŚ Gliwice SWSS                                   |
| 11             | AZS Chili Łódź I                                      |
| 12             | Śląski Klub Curlingowy Marlex Team                    |
| 13             | Śląski Klub Curlingowy Fatality                       |
| 14             | AZS PŚ Gliwice RT3M                                   |
| 15             | AZS Chili Łódź III                                    |
| 16             | Curling Klub Nikifor Kanalie                          |
| 17             | AZS Chili Łódź IV                                     |
| 18             | Gdańsk Curling Club                                   |
| 19             | AZS PŚ Gliwice Poślizg                                |
| 20             | Zielonogórski Klub Curlingowy                         |
| 21             | AZS PŚ Gliwice Drink Team                             |
| 22             | AZS PŚ Gliwice Plan C                                 |
| 23             | AZS PŚ Gliwice Signum                                 |
| 24             | AZS Chili Łódź II                                     |

### Turniej finałowy
Turniej finałowy rozegrany będzie między 29 lutego a 2 marca. Udział w nim weźmie 7 najlepszych drużyn z eliminacji oraz 5 najlepszych drużyn z Mistrzostw Polski 2007.

#### Uczestnicy
| Drużyna                                               |
| ----------------------------------------------------- |
| Śląski Klub Curlingowy Śląskie Kamole                 |
| Śląski Klub Curlingowy Chec Sport                     |
| Media Curling Club                                    |
| Media Curling Club GPW                                |
| Media Curling Club Polaris                            |
| SCC Wa’ku’ta Blues Brothers                           |
| Karkonoski Klub Curlingowy                            |
| City Curling Club Yeti                                |
| AZS PŚ Gliwice Smok i jego Wesoła Kompanija           |
| Rudzki Klub Curlingowy Curlik                         |
| Krakowski Klub Curlingowy I                           |
| Rudzki Klub Curlingowy Curlik Curlik Seniores Priores |

| Podział na grupy                            | Podział na grupy               |
| A                                           | B                              |
| ------------------------------------------- | ------------------------------ |
| AZS PŚ Gliwice Smok i Jego Wesoła Kompanija | KKC Kraków I                   |
| CCC Warszawa Team Yeti                      | KKC Piechowice                 |
| MCC Warszawa KNB                            | MCC Warszawa                   |
| RKC Curlik Ruda Śląska Seniores Priores     | MCC Warszawa Polaris           |
| SCC Wa ku’ta Sopot Blues Brothers           | RKC Curlik Ruda Śląska         |
| ŚKC Katowice Śląskie Kamole                 | RKC Ruda Śląska ChecSport Team |

W każdej grupie grano systemem każdy z każdym, po rozegraniu wszystkich meczów na podstawie bilansu wygranych/przegranych ustalono tabelkę i do następnej fazy mistrzostw przechodziły 4 najlepsze zespoły z grupy.

### Finał
W ostatnim etapie mistrzostw zagra 8 najlepszych drużyn z fazy turnieju finałowego. Rywaliować będzie każdy z każdym, przy czym jeśli w poprzedniej części zawodów obie drużyny spotkały się, to teraz nie rozgrywają spotkania. Wobec tego już przed rozpoczęciem finałów drużyny są klasyfikowane na odpowiednich miejscach.

#### Uczestnicy
| Drużyna                                 |                                                                                            |
| --------------------------------------- | ------------------------------------------------------------------------------------------ |
| KKC Piechowice                          | Przemysław Boszczyk, Witold Abramowicz, Dorian Łebzuch, Kamil Wachulak, Mirosław Wachulak  |
| Media CC KNB                            | Arkadiusz Detyniecki, Rymwid Błaszczak, Lech Molski, Grzegorz Korczyński, Łukasz Krych     |
| Media CC Polaris                        | Krzysztof Kowalski, Bartosz Klimas, Przemysław Stachura, Wojciech Woyda                    |
| RKC Curlik Ruda Śląska                  | Waldemar Ząbczyk, Wojciech Bekierz, Jakub Chęć, Daniel Rzymanek                            |
| RKC Curlik Ruda Śląska Chec Sport       | Maciej Cesarz, Maciej Cylupa, Ziemowit Ostrowski, Adam Sterczewski, Tomasz Kierzkowski     |
| RKC Curlik Ruda Śląska Seniores Priores | Sławomir Deroń, Łukasz Piworowicz, Paweł Detko, Michał Niemiec, Krzysztof Niemiec          |
| SCC Wa ku’ta Blues Brothers             | Tomasz Cierkowski, Borys Jasiecki, Krzysztof Domin, Szymon Błaszkowski, Bartosz Sitkiewicz |
| ŚKC Śląskie Kamole                      | Damian Herman, Piotr Podgórski, Krzysztof Beck, Krzysztof Bąk, Tomasz Sapiński             |

#### Wyniki

##### Klasyfikacja końcowa
| Lp. | Drużyna                                 | TK  |
| --- | --------------------------------------- | --- |
| 1   | Media Warszawa CC KNB                   | Tak |
| 2   | SCC Wa ku’ta Blues Brothers             | Tak |
| 3   | MCC Warszawa Polaris                    | Tak |
| 4   | KKC Piechowice                          | Tak |
| 5   | RKC Curlik Ruda Śląska Chec Sport       | Nie |
| 6   | ŚKC Śląskie Kamole                      | Nie |
| 7   | RKC Curlik Ruda Śląska                  | Nie |
| 8   | RKC Curlik Ruda Śląska Seniores Priores | Nie |

##### Finał
30 marca, 15:00
|                             | 1 | 2 | 3 | 4 | 5 | 6 | 7 | 8 | 9 | 10 | Ogółem |
| --------------------------- | - | - | - | - | - | - | - | - | - | -- | ------ |
| SCC Wa ku’ta Blues Brothers | 0 | 0 | 1 | 0 | 2 | 1 | 0 | 0 | 0 | 1  | 5      |
| Media CC Warszawa KNB *     | 1 | 1 | 0 | 3 | 0 | 0 | 0 | 2 | 1 | 0  | 8      |

##### Mały finał
30 marca, 15:00
| Kraj                      | 1 | 2 | 3 | 4 | 5 | 6 | 7 | 8 | 9 | 10 | 11 | Ogółem |
| ------------------------- | - | - | - | - | - | - | - | - | - | -- | -- | ------ |
| KKC Piechowice *          | 1 | 0 | 3 | 0 | 0 | 1 | 0 | 0 | 2 | 0  | 0  | 7      |
| Media CC Warszawa Polaris | 0 | 1 | 0 | 1 | 1 | 0 | 1 | 1 | 0 | 2  | 1  | 8      |

##### 2-3
30 marca, 08:15
| KKC Piechowice | 2:10 | Media CC Warszawa KNB |

##### 4-5
30 marca, 11:15
| Media CC Warszawa Polaris | 12:4 | RKC Ruda Śląska Chec Sport |

##### 6-7/8
30 marca, 11:15
| ŚKC Katowice Śląskie Kamole | 6:5 | RKC Ruda Śląska |

##### 7-8
30 marca, 08:15
| RKC Curlik Ruda Śląska Seniores Priores | 3:8 | ŚKC Katowice Śląskie Kamole |

##### Klasyfikacja po Round-Robin
| Lp. | Drużyna                                 | Wygranych | Przegranych |
| --- | --------------------------------------- | --------- | ----------- |
| 1   | SCC Wa ku’ta Blues Brothers             | 6         | 1           |
| 2   | Media CC KNB                            | 6         | 1           |
| 3   | KKC Piechowice                          | 5         | 2           |
| 4   | RKC Curlik Ruda Śląska Chec Sport       | 5         | 2           |
| 5   | MCC Warszawa Polaris                    | 5         | 2           |
| 6   | RKC Curlik Ruda Śląska                  | 3         | 4           |
| 7   | RKC Curlik Ruda Śląska Seniores Priores | 1         | 6           |
| 8   | ŚKC Śląskie Kamole                      | 1         | 6           |

##### Sesja 1.
28 marca, 08:30
| SCC Wa ku’ta Blues Brothers | 6:2  | RKC Ruda Śląska                         |
| KKC Piechowice              | 12:3 | ŚKC Katowice Śląskie Kamole             |
| Media CC Warszawa KNB       | 3:8  | Media CC Warszawa Polaris               |
| RKC Ruda Śląska Chec Sport  | 6:1  | RKC Curlik Ruda Śląska Seniores Priores |

##### Sesja 2.
28 marca, 15:30
| RKC Curlik Ruda Śląska Seniores Priores | 1:12 | Media CC Warszawa Polaris  |
| ŚKC Katowice Śląskie Kamole             | 4:6  | RKC Ruda Śląska            |
| SCC Wa ku’ta Blues Brothers             | 7:4  | KKC Piechowice             |
| Media CC Warszawa KNB                   | 9:5  | RKC Ruda Śląska Chec Sport |

##### Sesja 3.
29 marca, 08:00
| KKC Piechowice                          | 4:6 | Media CC Warszawa KNB       |
| SCC Wa ku’ta Blues Brothers             | 3:5 | RKC Ruda Śląska Chec Sport  |
| Media CC Warszawa Polaris               | 1:9 | ŚKC Katowice Śląskie Kamole |
| RKC Curlik Ruda Śląska Seniores Priores | 6:7 | RKC Ruda Śląska             |

##### Sesja 4.
29 marca, 14:30
| RKC Ruda Śląska Chec Sport  | 5:2  | ŚKC Katowice Śląskie Kamole             |
| Media CC Warszawa KNB       | 8:3  | RKC Ruda Śląska                         |
| KKC Piechowice              | 8:4  | RKC Curlik Ruda Śląska Seniores Priores |
| SCC Wa ku’ta Blues Brothers | 2:13 | Media CC Warszawa Polaris               |

##### Klasyfikacja po turnieju finałowym
| Drużyna                                 | Wygranych | Przegranych |
| --------------------------------------- | --------- | ----------- |
| KKC Piechowice                          | 3         | 0           |
| SCC Wa ku’ta Blues Brothers             | 3         | 0           |
| Media CC KNB                            | 2         | 1           |
| RKC Curlik Ruda Śląska Chec Sport       | 2         | 1           |
| MCC Warszawa Polaris                    | 1         | 2           |
| RKC Curlik Ruda Śląska Seniores Priores | 1         | 2           |
| RKC Curlik Ruda Śląska                  | 0         | 3           |
| ŚKC Śląskie Kamole                      | 0         | 3           |